# The Masterplan
The Masterplan es un álbum recopilatorio de la banda de rock inglesa Oasis. Este álbum comprende las Caras B, canciones que no estuvieron dentro de alguno de sus anteriores álbumes. Fue sacado a la venta en noviembre de 1998. La idea original para este álbum era la de sacarlo a la venta sólo en áreas como Estados Unidos o Japón, debido a que los sencillos anteriores solo estaban disponibles en Europa y su importación era demasiado costosa.
The Masterplan llegó a la posición número 2 en los charts británicos, consiguiendo el disco de platino. Mientras que en los Estados Unidos consiguió un respetable número 51. El álbum finalmente consiguió vender 5 millones de copias en todo el mundo, algo para nada esperado. Cuatro canciones del disco aparecen en el disco recopilatorio Stop The Clocks.

## Lista de canciones
| N.º | Título                                                                         | Escritor(es)                    | Lado A                     | Duración |  |
| 1.  | «Acquiesce»                                                                    | Noel Gallagher                  | "Some Might Say"           | 4:24     |  |
| 2.  | «Underneath the Sky»                                                           | Noel Gallagher                  | "Don't Look Back in Anger" | 3:21     |  |
| 3.  | «Talk Tonight»                                                                 | Noel Gallagher                  | "Some Might Say"           | 4:21     |  |
| 4.  | «Going Nowhere»                                                                | Noel Gallagher                  | "Stand by Me"              | 4:39     |  |
| 5.  | «Fade Away»                                                                    | Noel Gallagher                  | "Cigarettes & Alcohol"     | 4:13     |  |
| 6.  | «The Swamp Song»                                                               | Noel Gallagher                  | "Wonderwall"               | 4:19     |  |
| 7.  | «I Am The Walrus» (cover de The Beatles en vivo desde The Soundcheck, Escocia) | Lennon/McCartney                | "Cigarettes & Alcohol"     | 6:25     |  |
| 8.  | «Listen Up»                                                                    | Noel Gallagher                  | "Cigarettes & Alcohol"     | 6:21     |  |
| 9.  | «Rockin' Chair»                                                                | Noel Gallagher, Chris Griffiths | "Roll with It"             | 4:35     |  |
| 10. | «Half the World Away»                                                          | Noel Gallagher                  | "Whatever"                 | 4:21     |  |
| 11. | «(It's Good) to Be Free»                                                       | Noel Gallagher                  | "Whatever"                 | 4:18     |  |
| 12. | «Stay Young»                                                                   | Noel Gallagher                  | "D'You Know What I Mean?"  | 5:05     |  |
| 13. | «Headshrinker»                                                                 | Noel Gallagher                  | "Some Might Say"           | 4:38     |  |
| 14. | «The Masterplan»                                                               | Noel Gallagher                  | "Wonderwall"               | 5:22     |  |

## Créditos
- Noel Gallagher – voz principal, coros, guitarrista
- Liam Gallagher - voz principal, pandereta
- Paul Arthurs – guitarra rítmica, teclados en Half the World Away
- McGuigan – bajo
- Alan White – batería, pandereta
- Tony McCarroll - batería

## Posiciones en las listas
Álbum - Billboard (EE. UU)
| Año  | Listas              | Posición |
| ---- | ------------------- | -------- |
| 1998 | The Billboard 200   | 51       |
| 1998 | Top Canadian Albums | 11       |

Singles - Billboard (Norteamérica)
| Año  | Sencillo    | Listas             | Posición |
| ---- | ----------- | ------------------ | -------- |
| 1998 | "Acquiesce" | Modern Rock Tracks | 24       |